# Filandia
Filandia is een gemeente in het Colombiaanse departement Quindío in de Cordillera Central en telt 12.510 inwoners (2005).  Filandia is gelegen in de Eje Cafetero, 20.5 km van Salento en produceert veel koffie. Daarnaast worden bananen, yuca, frambozen, suikerriet, granadilla, bloemen, bonen, maïs en pronkbonen verbouwd.

## Geschiedenis
Voor de komst van de Spaanse conquistadores werd het gebied waar Filandia ligt bevolkt door de Quimbaya's. De naam Filandia komt van de Quimbaya-taal (de inheemse taal van deze regio) en bestaat uit 2 aan elkaar gevoegde woorden, "Filia" (dochter) en "Andia" (Andes). Dus de vertaling van Filandia is "dochter van de Andes".

## Toerisme
De bekendste attracties van deze authentieke koffiestad zijn de restaurants, architectuur en uitkijktoren. Van 15 minuten van Filandia komt tegen Barbas rivier, hier het is een aanzienlijk natuurreservaat van het Andes-regenwoud met een grote verscheidenheid aan flora en fauna.
Armenia · Buenavista · Calarcá · Circasia · Córdoba · La Tebaida · Montenegro · Filandia · Génova · Pijao · Salento · Quimbaya